# مخيم بلاطة
مخيم بلاطة، أكبر مخيم للاجئين الفلسطينيين في الضفة الغربية حيث يبلغ عدد اللاجئين المسجلين فيه 41672 لاجئ [بحاجة لمصدر]. أنشئ المخيم عام 1950 على مساحة 252 دونم داخل حدود مدينة نابلس. ويتكون المخيم من عدة شرائح سكانية تعود لأصول مختلفة. ويوجد في المخيم ثلاث مدارس، اثنتين للبنين وواحدة للبنات تغطي الصفوف الابتدائية والمتوسطة ومدعومة من وكالة غوث وتشغيل اللاجئين - أونروا، وكذلك يوجد مركز صحي في المخيم لتقديم الخدمات الطبية البسيطة للمواطنين.

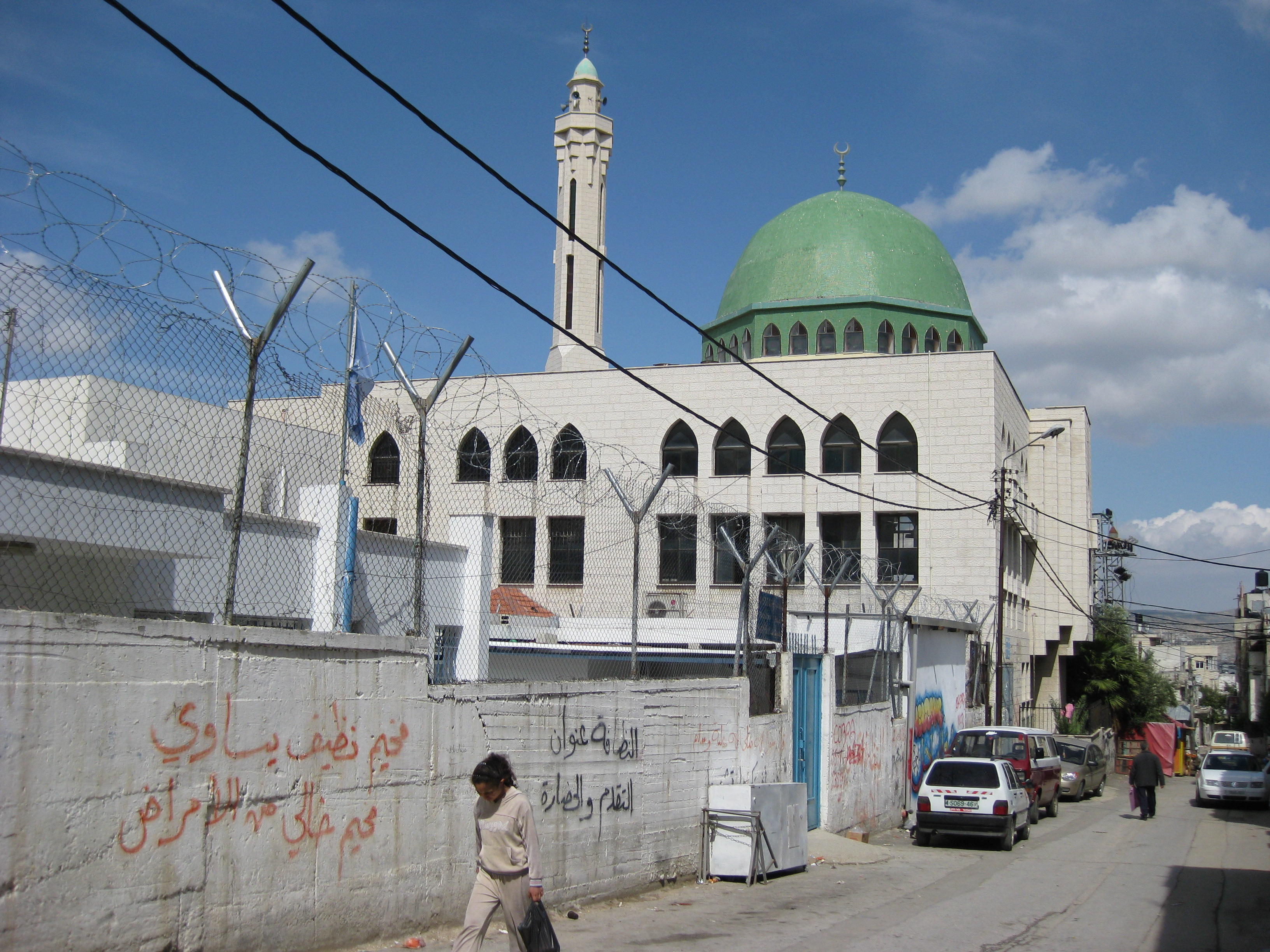
صورة لأحد أحياء المخيم عام 2011

## نشوء المخيم والسكان
تأسس مخيم بلاطة عام 1950 وسرعان ما أصبح أكبر مخيمات الضفة الغربية من حيث عدد السكان الذين تجاوز عددهم 23,000 لاجئ مسجل ويشكلون ما نسبته 12.3% من اللاجئين المسجلين في الضفة الغربية. وتبلغ مساحة المخيم 0.25 كيلومتر مربع، وهو يقع ضمن حدود بلدية نابلس. تعود أصول اللاجئين في المخيم إلى ما يقارب 111 قرية وبلدة تابعة لمناطق اللد ويافا والرملة؛ وتعود أصول 60% منهم إلى يافا عرب السوالمة، الجماسين الغربي، سلمة، عرب أبو كشك، طيرة دندن، الجماسين الشرقي، الشيخ مونس، كفر سابا وبيت دجن. وهناك أيضاً عدد من السكان الذين ينحدرون من أصول بدوية.

## بلاطة اليوم
وفي الوقت الذي ترتبط فيه كافة المنازل بالبنية التحتية لشبكة المياه والكهرباء العامة وذلك من خلال بلدية نابلس، إلا أن هناك مشاكل حادة تتعلق بشبكتي المياه والمجاري. وفي فصل الصيف، يعمل نظام التوزيع أربعة أيام في الأسبوع فقط، فيما يعمل الخزان المحلي التابع للأونروا على توفير كميات محدودة من المياه. وقد عمل مشروع تحسين بلدي أجري مؤخراً على تحسين الطرق في المخيم بصورة كبيرة.
وتبلغ نسبة البطالة في المخيم 25%، وهي تتأثر بسبب عدم إمكانية الوصول إلى سوق العمالة الإسرائيلي.

## النشاط السياسي والثقافي في المخيم
تنشط في المخيم منظمات مجتمع مدني مختلفة، منها هي لجنة اللاجئين للدفاع عن حقوق اللاجئين، قد تأسست في بلاطة في بدايات عام 1994، ولجنة المخيم هي واحدة من أكثر اللجان نشاطاً في المنطقة، حيث أن ثلاثة من أعضائها هم أعضاء أيضاً في المجلس التشريعي الفلسطيني. ويقوم مركز الأنشطة الشبابية ومركز برامج المرأة بتنظيم العديد من النشاطات أيضاً. وقد وقع المخيم تحت وطأة ضغط شديد من قبل الجيش الإسرائيلي خلال الانتفاضة.

## التربية والتعليم
تتولى مدارس الأونروا استقبال الطلاب لنهاية المرحلة الإعدادية وبعدها ينتقل الطلاب لإكمال الدراسة الثانوية في مدارس ثانويات الدولة.
ملاحظة: بدأت الأونروا هذا العام بمشروع لتوسيع مدارس المرحلة الأساسية والإعدادية بدعم وتمويل عربي / ياباني مما أدى إلى إيجاد مدارس المخيم

## الانتفاضة الثانية

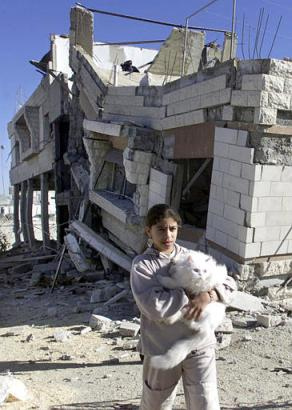
صورة من احياء المخيم اثناء الانتفاضة الفلسطينية عام 2002

حيث شهد مُخيّم بلاطة خلال سنوات انتفاضة الأقصى "" استهدافاً شديداً من قِبل جيش الاحتلال، وتعرّض خلالها لاجتياحات واسعة واستهداف لأبنائها.
وفي شباط/فبراير عام 2002 شنّ جيش الاحتلال عمليّة عسكرية واسعة على مُخيّم بلاطة، تعرّض خلالها لاستهدافٍ جوّي من طيران الاحتلال، وآخر على الأرض بالقذائف المدفعيّة والرشاشات الثقيلة والمتوسطة من قِبل قوات الاحتلال، بهدف تصفية المُقاومة في المُخيّم الذي كان يُطلق عليه «رأس الحيّة» و«عش الدبابير» آنذاك، وامتدت المواجهة لنحو (10) أيام قبل اقتحام المُخيّم الذي استمر لنحو (12) يوماً تخلّله اقتحامات شرسة لمنازل الأهالي بالجنود والكلاب البوليسيّة أدى إلى سقوط العديد من الشهداء والجرحى الفلسطينيين، وتدمير المُخيّم.
ما مثّله مُخيّم بلاطة خلال الانتفاضة الثانية وما سبقها من أحداث ومواجهة مُباشرة مع الاحتلال ومستوطنيه وحتى مع السلطة الفلسطينيّة، دفع لتصفية حالة المُقاومة داخل المُخيّم وإهماله وتهميشه، ما ضاعف مُعاناة الأهالي، وزاد على ذلك مُحاولات استغلال بعض الجهات لأوضاع أبناء وعائلات المُخيّم، في خلافاتها وغاياتها، حيث شهد المُخيّم خلال السنوات الماضية مُواجهة مُسلّحة مع الأجهزة الأمنيّة التابعة للسلطة التي ترى في الكثير من أهله «خارجين عن القانون»، وتتجدّد مُحاولات الأجهزة الأمنيّة لفرض سيطرتها على المُخيّم من وقت لآخر.
ويرى اللاجئون في مُخيّم بلاطة أنّ لا حل لهذه الأزمات إلا بالخروج من المُخيّم والعودة إلى بلداتهم الأصليّة التي احتلّها الكيان الصهيوني عام 1948

## إحصائيات
- ثلاث مدارس.
- 6 جوامع.
- مركز توزيع أغذية واحد.
- مركز صحي واحد تابع للأونروا، وهناك ثمانية مراكز أخرى.
- مركز إعادة تأهيل مجتمعي واحد.
- مركزين للأطفال.
- مركز برامج نسائية واحد.
- مركز شباب بلاطة الرياضة.
- مركز تنظيم حركة فتح.
- مركز يافا الثقافي.
- التوزيع الديموغرافي.
- جمعية يازور.
- جمعية أولي العزم الثقافية.
- جمعية الجمسين.
- 5 صيدليات.

## البرامج العاملة في المخيم
- التعليم.
- الإغاثة والخدمات الاجتماعية.
- شبكة الأمان الاجتماعي.
- التمويل الصغير.
- الصحة.
- برنامج المال مقابل العمل.
- برنامج الغذاء الطارئ والمساعدة النقدية.

## المشاكل الرئيسة
- بطالة عالية.
- شبكة مياه ومجاري سيئة.
- كثافة سكانية عالية.
- مدارس مكتظة.

## أعلام بارزون
- جمال الطيراوي
- تيسير نصر الله
- دلال سلامة
- حسام خضر
- سائد أبو سليم
- جمال منصور
- منى منصور
- حكم أبو عيشة
- ياسر البدوي
- عبد الله داود
- صخرة حبش
- زينب حبش
- هاني حشاش
- محمود الطيطي
- حمودة اشتيوي
- ناصر عويص
- خالد خديش
- ماجد إسماعيل المصري
- أحمد ناجي أبو حمادة
- احمد سناقرة
- باسل عطا الله
- سعود الطيطي

## معرض صور

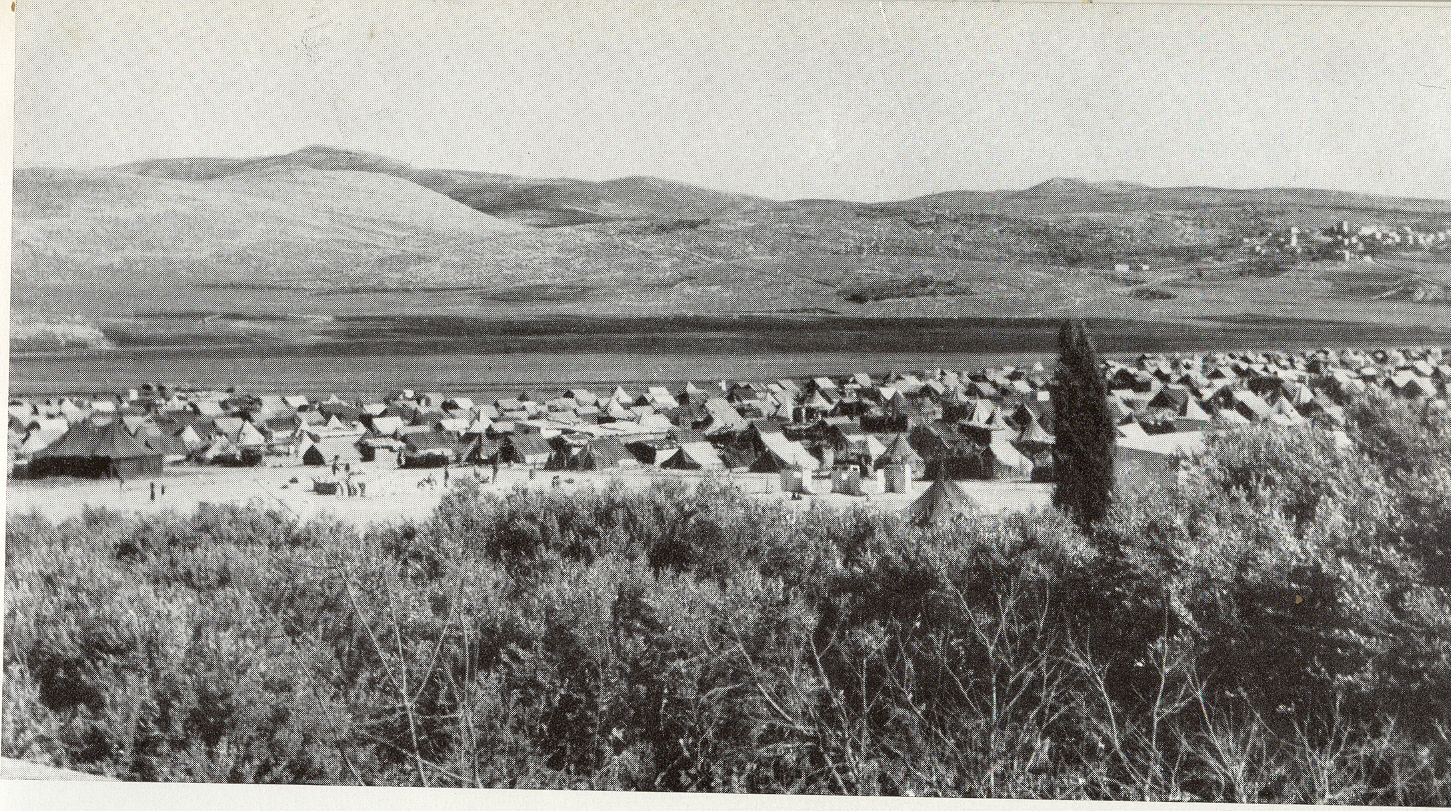
مخيم بلاطة عام 1950
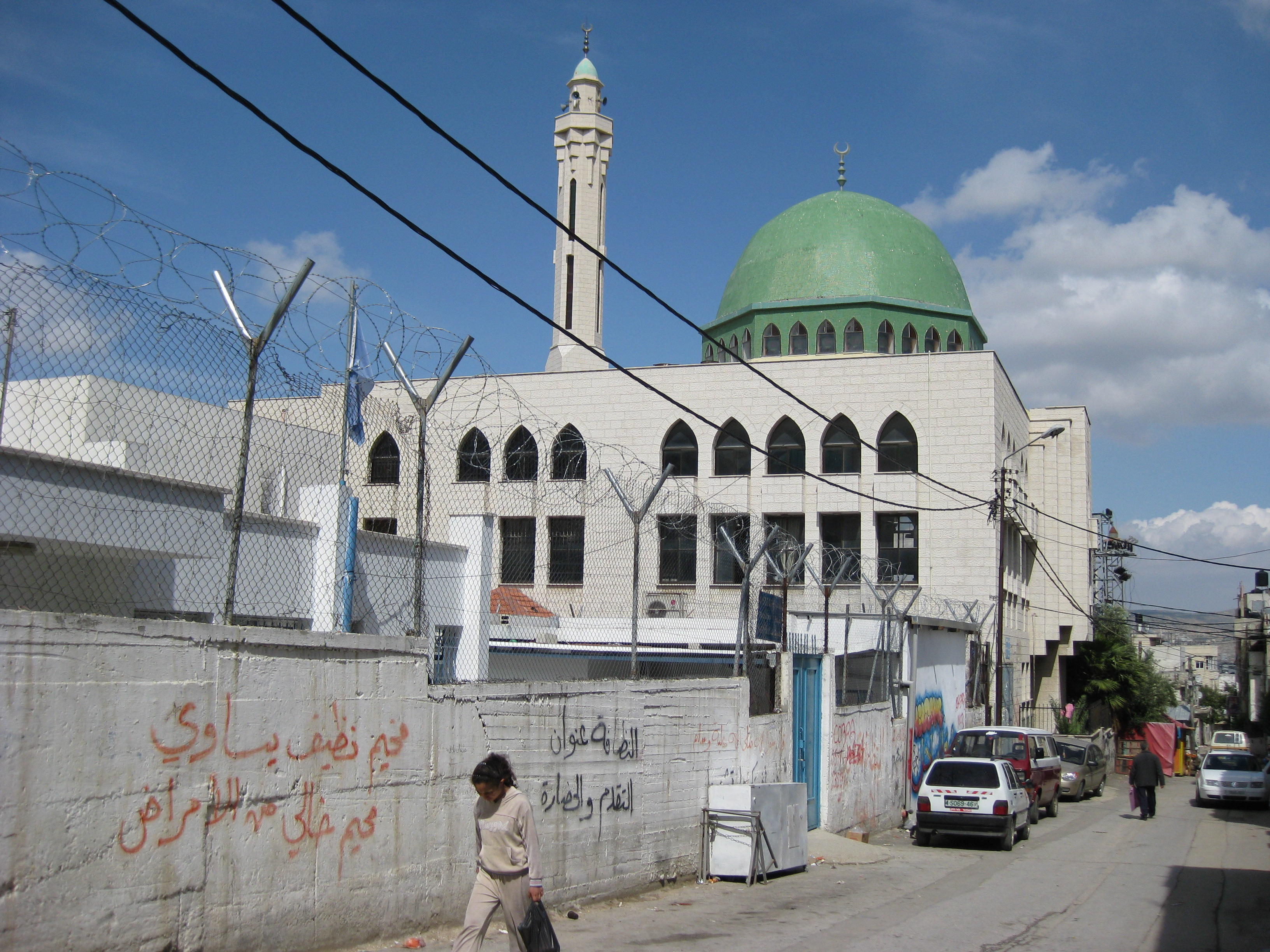
صورة لأحد أحياء مخيم بلاطة عام 2011
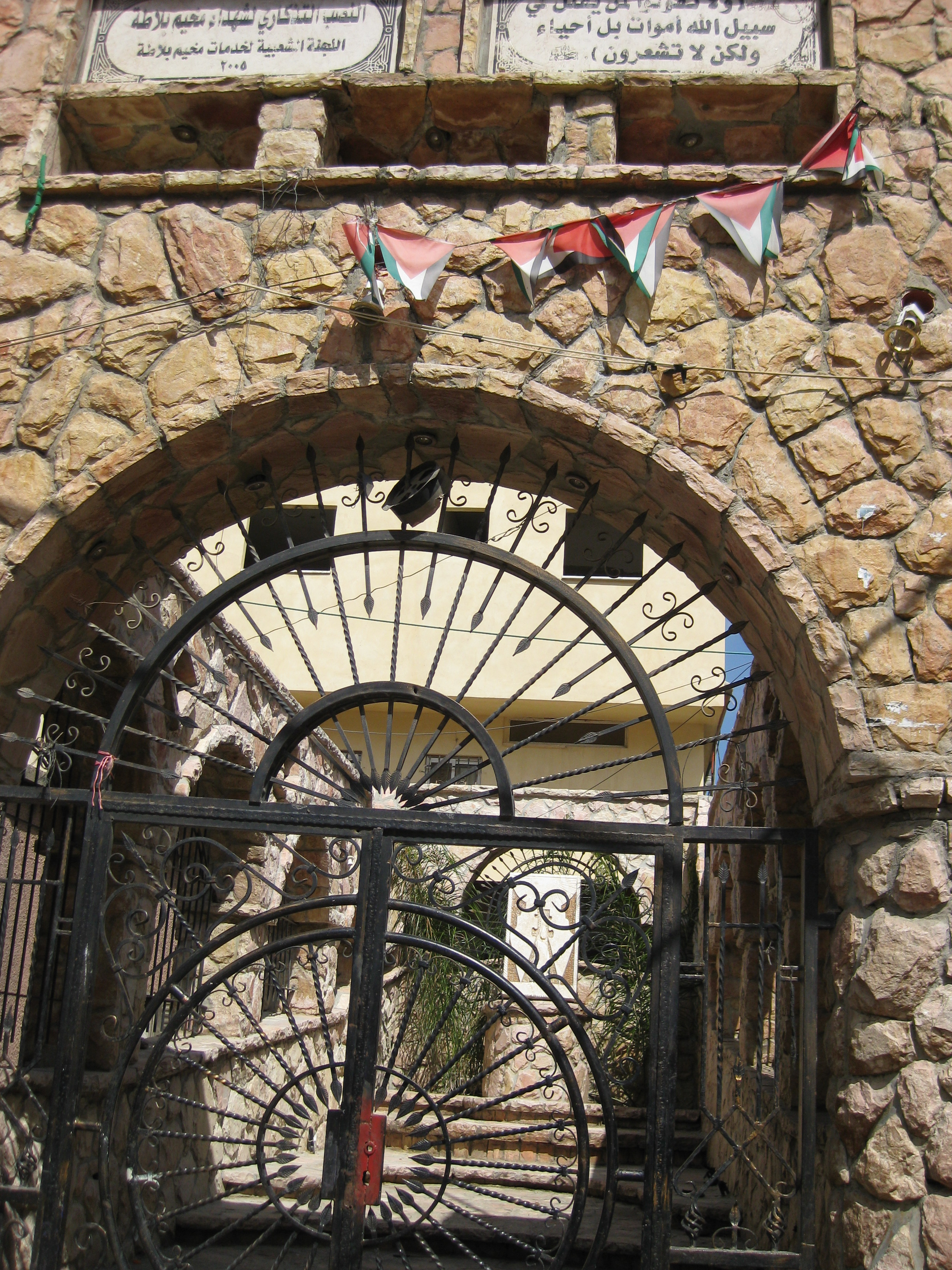
صرح الشهداء في مخيم بلاطة